# Spread Your Love
A Spread Your Love című dal a holland 2 Unlimited harmadik és egyben utolsó kislemez a Hits Unlimited című válogatás albumról.

## Megjelenés és fogadtatás
A dal több Európai országban slágerlistás helyezést ért el, úgy mint Spanyolországban, ahol a 10. helyig jutott, míg Hollandiában a 13. helyezett volt. A dal nem jelent meg az Egyesült Királyságban.
A dal videoja számítógépes grafikával készült, így a dalban a csapat tagjai nem láthatóak.

## Megjelenés
Maxi Single  Finnország  Byte Records – 0630-15185-2
1. Spread Your Love (Radio Edit)	3:50
2. Spread Your Love (Digidance Happy Hardcore Edit) 3:51 Remix – Klubbheads
3. Spread Your Love (Tokapi's Radio Edit) 3:17 Remix – Tokapi
4. Spread Your Love (Extended) 7:21
5. Spread Your Love (Sash! Remix) 5:47 Remix – Sash!, Tokapi
6. Spread Your Love (Itty-Bitty-Boozy-Woozy's Blue Love Mix) 6:01 Remix – Klubbheads
7. Spread Your Love (La Casa Di Tokapi) 5:32 Remix – Tokapi

## Slágerlista
| Slágerlista(1996)        | Legjobb helyezés |
| ------------------------ | ---------------- |
| Belgian Vl Singles Chart | 19               |
| Belgian Wa Singles Chart | 25               |
| Dutch Singles Chart      | 13               |
| Spanish Singles Chart    | 10               |
| Swedish Singles Chart    | 45               |